# 半月弁
半月弁（はんげつべん、英: semilunar valve）とは、左心室から大動脈に出る大動脈弁と、右心室から肺動脈に出る肺動脈弁の総称。

## 構造
これらは、3片の半月状の弁からなり、それぞれポケット状につき、先は離れるが基部は互いに連絡している。半月弁の遊離縁中央部には、半月弁結節とぶ小結節があり、半月弁を2つの半月弁半月にわけている。半月弁結節によって半月弁が閉鎖するとき、半月弁は互いに密着しやすい仕組みになっている。構造的にみると、半月弁は薄い板状の軟骨様結合組織と、この両面を覆う心内膜とできている。

## 機能
血液が心室から押し出されるときは、半月弁はなんら妨げもなく押し開かれる。心収縮期になって弛緩すると大動脈側の圧力が大きいために、押し出された血液の一部は圧の低い心室に流れ込もうとするが、それが半月弁のポケット内に入り込むため、弁の縁は互いに密着して閉じ、逆流しない。
この半月弁に肥厚や変形が生じると、心臓弁閉鎖不全や大動脈弁狭窄症をおこし、心臓のポンプとしての機能障害が生じる。（心臓弁膜症）